# Melithaea tenella
Melithaea tenella is een zachte koraalsoort uit de familie Melithaeidae. De koraalsoort komt uit het geslacht Melithaea. Melithaea tenella werd in 1846 voor het eerst wetenschappelijk beschreven door Dana. 